# 올아메리칸 걸스 프로페셔널 베이스볼 리그
전미 여자 프로 야구 리그 또는 올아메리칸 걸스 프로페셔널 베이스볼 리그(All-American Girls Professional Baseball League, AAGPBL)는 1943년부터 1954년까지 진행된 미국 여자 프로 야구 리그이다.
필립 K. 리글리가 창설하였으며, 미국 여성 프로 리그 스포츠의 선구자이다. 600명이 넘는 선수들이 이 리그를 거쳤으며 중서부 10개 팀으로 운영되었다. 1948년 리그 관중수가 최고 90만 명에 이르렀으며, 가장 성공한 팀인 록퍼드 피치스는 리그 최고 기록인 총 4회 우승을 달성했다(1945, 1948, 1949, 1950).
1992년 영화 《그들만의 리그》(A League of Their Own)와 2022년 동명 텔레비전 시리즈(A League of Their Own)에서 허구화된 내용으로 다루어졌다.

## 역사

### 설립
미국이 제2차 세계 대전에 참전하면서 남성 야구 인재들이 전장으로 유출되자 필립 K. 리글리 등 메이저 리그 팀 간부들은 리그가 아예 중단되는 것을 우려하는 한편 대중들의 야구에 대한 관심을 계속 유지시킬 목적에서 여성 프로 리그를 창설하기로 하였다.
아마추어 소프트볼 경기에서 발굴된 200여 명의 여성들이 첫 선수 선발에 참가해 그중 60여 명이 명단에 올랐다. 남성 야구 경기와 마찬가지로 비공식적으로 흑인이 배제되었다. 첫 경기는 1943년 5월 30일에 치러졌다.
1944년 시카고가 연고지인 팀들로 구성된 내셔널 걸스 베이스볼 리그(National Girls Baseball League)가 조직되었고, 해체된 1954년까지 올아메리칸 걸스 프로페셔널 베이스볼 리그 선수들과 경쟁 관계를 형성하였다. 한편 많은 선수와 감독들이 양 리그 모두에서 활동하였다. 두 리그의 선수들은 단 한 시즌만 진행되고 사라진 인터내셔널 걸스 베이스볼 리그의 1952-1953 겨울 시즌에 네 팀을 구성해 플로리다주 마이애미에서 경기를 치렀다.

### 명칭
창단 당시 이름은 올아메리칸 걸스 소프트볼 리그였으나 1943년 첫 번째 시즌 중반에 이름이 올아메리칸 걸스 베이스볼 리그(AAGBBL)로 교체되었다. 1943 시즌 후 아마추어 리그가 아님을 분명히 하기 위해 올아메리칸 걸스 프로페셔널 볼 리그(AAGPBL)로 이름이 다시 한 번 바뀌어 1945 시즌까지 사용되었다. 이후 올아메리칸 걸스 소프트볼 리그(AAGBBL)로 돌아가 1950년까지 유지되다가 1950 시즌 후 팀들이 독립된 구단주들에게 각각 팔리면서 공식 명칭이 아메리칸 걸스 베이스볼 리그(AGBL)로 변경되었다. 1988년 전미 야구 명예의 전당에 헌액되면서 이름이 다시 올아메리칸 걸스 프로페셔널 볼 리그(AAGPBL)가 되었다.

### 경기
첫 시즌 경기는 야구와 소프트볼이 혼합된 양식으로 치러졌으며, 야구처럼 한 팀당 선수가 9명이었다. 마운드는 본루로부터 40 피트만 떨어졌으며, 이는 야구는 물론 소프트볼 규정보다도 가까운 거리였다. 루 사이의 거리는 65 피트로, 소프트볼보다 5 피트 길었지만 야구보다는 25 피트 짧았다. 소프트볼처럼 둘레가 12 인치인 공이 사용되었고, 투수는 소프트볼처럼 언더핸드 윈드밀로 공을 던졌다.
1948년 볼은 103⁄8 인치로 줄어들었고, 투구에서 오버핸드가 허용되었으며 마운드와 본루 사이 거리는 50 피트로 멀어졌다. 이후 규정이 거듭해 바뀌며 점차 야구에 가까워졌다. 리그 마지막 시즌인 1954 시즌에는 공이 야구 규정 사이즈가 되었으며, 마운드와 본루 간 거리는 60 피트, 루 사이의 거리는 야구 규정보다 5 피트가 짧은 85 피트로 늘어났다.
대체로 남성 야구 일정을 따라 늦은 봄에서 이른 가을 사이에 시즌이 진행되었다.

### 해체
제2차 세계 대전이 끝나고 남성 스포츠가 재활성화되면서 1950년대 초 관중수와 수익이 감소하기 시작했고, 일부 선수들은 소프트볼로 돌아가기도 하였다. 1954 시즌엔 다섯 팀만 남았고, 1954년 결국 리그가 해체되었다.